# Україна на літніх Паралімпійських іграх 2004
Україна брала участь у Літніх Паралімпійських іграх 2004 року в Афінах (Греція) утретє за свою історію, і завоювала 55 медалей (24 золоті, 12 срібних і 19 бронзових), посівши 6 загальнокомандне місце. Збірну країни представляли 88 спортсменів у 9 видах спорту. Українськими атлетами за час Паралімпіади установлено понад 10 світових та паралімпійських рекордів

## Нагороди
Нагороди українських паралімпіців.
| Медаль            | Спортсмен | Вид спорту       | Дисципліна     | Дата |
| ----------------- | --- | ---------------- | -------------- | ---- |
| Золото            | Збірна України з футболу 7x7 \| Володимир Антонюк \| \| Денис Пономарьов \| \| \| \| Вакуленко Сергій \| \| Андрій Розтока \| \| \| \| Сергій Бабій \| \| Віталій Трушев \| \| \| \| Тарас Дутко \| \| Андрій Цуканов \| \| \| \| Ігор Косенко \| \| Анатолій Шевчик \| \| \| \| Володимир Кабанов \| \| Євген Жучинін \| \| \| | Футбол ДЦП       | Футбол (7 x 7) |      |
| Володимир Антонюк | | Денис Пономарьов |                |      |
| Вакуленко Сергій  | | Андрій Розтока   |                |      |
| Сергій Бабій      | | Віталій Трушев   |                |      |
| Тарас Дутко       | | Андрій Цуканов   |                |      |
| Ігор Косенко      | | Анатолій Шевчик  |                |      |
| Володимир Кабанов | | Євген Жучинін    |                |      |